# Francesc Altés i Casals
Francesc Altés i Casals   (c. 1780 - Marsella, 28 de novembre de 1838), també conegut pels pseudònims Altés Gurena i Selta Runega, fou un dramaturg, poeta i periodista català en llengua castellana.

## Biografia
Va exercir càrrecs a l'Ajuntament de Barcelona i a l'Acadèmia de Bones Lletres (1822), fou també director al teatre de la Santa Creu.
Va escriure al Diario de Barcelona i a Diario Constitucional, on va publicar poemes revolucionaris de gran difusió popular. També fou redactor i va formar part del grup d'El Propagador de la libertad.
L'any 1824 marxà cap a França i no va tornar fins onze anys després (1835), obligat pels esdeveniments polítics.
Fou traductor i adaptador d'obres de teatre i va escroure, especialment, poesies. La seva forma d'escriure conserva encara un estil neoclàssic a l'obra Gonzalo Bustos de Lara (1819) i el seu protagonista Mudarra. La següent obra Los caballeros de la banda ja deriva cap a un Romanticisme al qual es lliurà plenament. Un altre drama escrit per ell fou Edipo en Tebas.
Polític liberal, el seu criteri polític, i no només l'estètic, el va impulsar a traduir, entre d'altres, obres de Voltaire, George Sand, Alexandre Dumas i Walter Scott.